# 90210 (1.ª temporada)
A primeira temporada de 90210, uma série de televisão norte-americana, começou a ser exibida em 2 de setembro de 2008. Gabe Sachs e Jeff Judah são produtores executivos da primeira temporada, depois que o produtor original Rob Thomas desistiu de concentrar-se em outros projetos. A série estreou com uma audiência de 4,65 milhões de telespectadores, e quebrou recordes para a The CW na época, tornando-se a maior estreia em telespectadores entre os adultos entre 18 e 49 anos, com um share de 2,6. O final da temporada foi ao ar em 19 de maio de 2009 e com audiência de 2 milhões de espectadores. A temporada teve uma média de 2,24 milhões de telespectadores e um share de 0,9.
O elenco regular desta temporada incluíram Rob Estes, Grimes Shenae, Tristan Wilds, Jessica Stroup, Ryan Eggold, AnnaLynne McCord, Michael Steger, Lori Loughlin e Jessica Walter. Juntamente com participações especiais do elenco da série Beverly Hills, 90210 como Jennie Garth, Shannen Doherty e Tori Spelling. A The CW contratou Rebecca Sinclair para reformular a série como roteirista principal.

## Elenco

### Regular
- Rob Estes como Harry Wilson (23 episódios)
- Shenae Grimes como Annie Wilson (24 episódios)
- Tristan Wilds como Dixon Wilson (24 episódios)
- AnnaLynne McCord como Naomi Clark (24 episódios)
- Dustin Milligan como Ethan Ward (24 episódios)
- Ryan Eggold como Ryan Matthews (18 episódios)
- Jessica Stroup como Erin Silver (24 episódios)
- Michael Steger como Navid Shirazi (19 episódios)
- Jessica Lowndes como Adrianna Tate-Duncan (23 episódios)
- Lori Loughlin como Debbie Wilson (24 episódios)
- Jessica Walter como Tabitha Wilson (13 episódios)

### Recorrente
- Christina Moore como Tracy Clark (9 episódios)
- Adam Gregory como Ty Collins (9 episódios)
- James Patrick Stuart como Charles Clark (9 episódios)
- Matt Lanter como Liam Court (8 episódios)
- Kellan Lutz como George (6 episódios)
- Patrick James como Jared (6 episódios)
- Brandon Michael Vayda como Mike (5 episódios)
- Jana Kramer como Portia Ranson (4 episódios)
- Sara Foster com Jennifer "Jen" Clark (4 episódios)
- Aimee Teegarden como Rhonda Kimble (3 episódios)

### Convidados
- Jennie Garth como Kelly Taylor (15 episódios)
- Shannen Doherty como Brenda Walsh (7 episódios)
- Tori Spelling como Donna Martin (2 episódios)
- Ann Gillespie como Jackie Taylor (2 episódios)
- Diablo Cody como ela mesma (1 episodio)

## Episódios
| N.º na série | N.º na temp. | Título                                 | Dirigido por       | Escrito por                                          | Exibição original       | Audiência (milhões) |
| ------------ | ------------ | -------------------------------------- | ------------------ | ---------------------------------------------------- | ----------------------- | ------------------- |
| 1            | 1            | "We're Not in Kansas Anymore"          | Mark Piznarski     | Rob Thomas, Gabe Sachs e Jeff Judah                  | 2 de setembro de 2008   | 4.65                |
| 2            | 2            | "The Jet Set"                          | Wendey Stanzler    | Gabe Sachs e Jeff Judah                              | 2 de setembro de 2008   | 4.65                |
| 3            | 3            | "Lucky Strike"                         | Mark Piznarski     | Jill Gordon                                          | 9 de setembro de 2008   | 3.23                |
| 4            | 4            | "The Bubble"                           | Sarah Pia Anderson | Dailyn Rodriguez                                     | 16 de setembro de 2008  | 3.29                |
| 5            | 5            | "Wide Awake and Dreaming"              | Paul Lazarus       | Sean Reycraft                                        | 23 de setembro de 2008  | 2.94                |
| 6            | 6            | "Model Behavior"                       | J. Miller Tobin    | Jason Ning                                           | 30 de setembro de 2008  | 3.25                |
| 7            | 7            | "Hollywood Forever"                    | Norman Buckley     | Caprice Crane                                        | 7 de outubro de 2008    | 3.11                |
| 8            | 8            | "There's No Place Like Homecoming"     | Tony Wharmby       | Darlene Hunt                                         | 28 de outubro de 2008   | 3.15                |
| 9            | 9            | "Secrets and Lies"                     | Nick Marck         | Dailyn Rodriguez                                     | 4 de novembro de 2008   | 2.95                |
| 10           | 10           | "Games People Play"                    | Wendey Stanzler    | Kristin Long                                         | 11 de novembro de 2008  | 2.71                |
| 11           | 11           | "That Which We Destroy"                | Melanie Mayron     | Allison Schroeder e Caprice Crane                    | 18 de novembro de 2008  | 2.92                |
| 12           | 12           | "Hello, Goodbye, Amen"                 | Stuart Gillard     | Jennifer Cecil                                       | 6 de janeiro de 2009    | 2.80                |
| 13           | 13           | "Love Me or Leave Me"                  | Wendey Stanzlerp   | Paul Sciarrotta                                      | 13 de janeiro de 2009   | 2.18                |
| 14           | 14           | "By Acciden"                           | Michael Grossman   | Michael Sonnenschein                                 | 20 de janeiro de 2009   | 2.30                |
| 15           | 15           | "Help Me, Rhonda"                      | Liz Friedlander    | Jason Ning                                           | 3 de fevereiro de 2009  | 2.49                |
| 16           | 16           | "Of Heartbreaks and Hotels"            | J. Miller Tobin    | Sean Reycraft                                        | 10 de fevereiro de 2009 | 2.38                |
| 17           | 17           | "Life's a Drag"                        | Wendey Stanzler    | Caprice Crane                                        | 31 de março de 2009     | 2.03                |
| 18           | 18           | "Off the Rails"                        | Jason Priestley    | Steve Hanna                                          | 7 de abril de 2009      | 1.96                |
| 19           | 19           | "Okaeri, Donna!"                       | Stuart Gillard     | Jennie Snyder Urman e Rebecca Rand Kirshner Sinclair | 14 de abril de 2009     | 2.13                |
| 20           | 20           | "Between a Sign and a Hard Place"      | Rob Estes          | Jennie Snyder Urman e Rebecca Rand Kirshner Sinclair | 21 de abril de 2009     | 1.88                |
| 21           | 21           | "The Dionysian Debacle"                | Jamie Babbit       | Jennie Snyder Urman                                  | 28 de abril de 2009     | 1.79                |
| 22           | 22           | "The Party's Over"                     | Melanie Mayron     | Jennifer Cecil                                       | 5 de maio de 2009       | 1.84                |
| 23           | 23           | "Zero Tolerance"                       | Nick Marck         | Gayle Abrams e Jennie Snyder                         | 12 de maio de 2009      | 2.08                |
| 24           | 24           | "One Party Can Ruin Your Whole Summer" | Wendey Stanzler    | Rebecca Rand Kirshner Sinclair                       | 19 de maio de 2009      | 2.00                |

## Recepção
A série estreou com uma audiência de 4,7 milhões de telespectadores, liderando a noite de sua estreia nas principais tabelas demográficas, tornando-se a estreia mais bem cotada da The CW. Também alcançou a maior audiência conquistada pelo America's Next Top Model. A temporada teve a média de 2,24 milhões de telespectadores, nos Estados Unidos a cada semana. O programa também estreou fortemente, no canal E4 no Reino Unido, com audiência de 468,000 espectadores no episódio piloto. Na Nova Zelândia, 90210 estreou pelo TV3 em 15 de outubro de 2008 as 19:30 em seguida, em 12 de novembro de 2008, o programa foi transferido para o canal Four.
A primeira temporada tem uma classificação de 46/100 no Metacritic, indicando críticas geralmente mistas.